# Marty Walsh
Martin Joseph Walsh (Boston; 10 de abril de 1967) es un político estadounidense que se desempeñó como el 29.º secretario de Trabajo de los Estados Unidos entre 2021 y 2023, renunciando para convertirse en director de la Asociación de Jugadores de la Liga Nacional de Hockey. Miembro del Partido Demócrata, sirvió como el 54.º alcalde de Boston (2014-2021) y como miembro de la Cámara de Representantes de Massachusetts (1997-2014), en representación del 13.er distrito.

## Primeros años
Walsh nació en Dorchester, Boston, de John Walsh, un irlandés estadounidense originario de Callowfeenish, una ciudad cerca de Carna, condado de Galway, y Mary (de soltera O'Malley), de Rosmuc. La pareja emigró a los Estados Unidos en la década de 1950 y dio a luz a Marty en 1967.
Walsh creció en el área de Savin Hill del vecindario Dorchester de Boston. Le diagnosticaron linfoma de Burkitt a los 7 años, lo que lo obligó a faltar la mayor parte del segundo y tercer grado y repetir el quinto grado. A los 11 años, después de pasar por años de quimioterapia, un escáner no reveló rastros del cáncer. Fue a la escuela secundaria en The Newman School y, en 2009, recibió una licenciatura del Woods College of Advancing Studies en Boston College.

## Carrera política

### Inicios
Walsh se unió al Local 223 del Sindicato de Trabajadores a los 21 años y se desempeñó como presidente del sindicato hasta que se convirtió en alcalde de Boston. Fue elegido secretario-tesorero y agente general del Consejo de Oficios de la Construcción del Distrito Metropolitano de Boston, un grupo sindical que agrupa, en el otoño de 2010. En 2011, Walsh fue nombrado director de Boston Building Trades, un puesto que le reportó un ingreso anual de $ 175,000 salario.
Walsh fue elegido miembro de la Cámara de Representantes de Massachusetts en 1997. Representó al decimotercer distrito del condado de Suffolk, que incluye Dorchester y un distrito electoral en Quincy. Fue presidente del Comité de Ética y copresidente del Caucus Laborista del Partido Demócrata de Massachusetts. Durante su mandato, también se desempeñó como copresidente de la Comisión Especial de Reforma de la Construcción Pública.
El 13 de febrero de 2013, Walsh presentó un proyecto de ley para que la canción de The Modern Lovers "Roadrunner" fuera nombrada la canción oficial de rock de Massachusetts. El escritor de la canción, Jonathan Richman, se manifestó en contra de esto y dijo: «No creo que la canción sea lo suficientemente buena como para ser una canción de Massachusetts de ningún tipo».

### Alcalde de Boston
En abril de 2013, Walsh anunció que se postularía para alcalde de Boston en las elecciones para alcalde de 2013. Renunció al cargo del Consejo de Comercio en abril de 2013 después de anunciar formalmente su candidatura a la alcaldía.
El 24 de septiembre de 2013, Walsh recibió una pluralidad de votos, entre doce candidatos en la elección preliminar de alcalde, con el 18,4% de los votos. Como resultado, avanzó a las elecciones generales, enfrentándose al concejal de la ciudad de Boston que obtuvo el segundo lugar, John R. Connolly, quien recibió el 17.2% de los votos. Walsh derrotó a Connolly en las elecciones generales del 5 de noviembre de 2013, con el 51,5% de los votos, en comparación con el 48,1% de Connolly.
En un discurso pronunciado el 25 de enero de 2017, Walsh reafirmó el estatus de Boston como ciudad santuario para las personas que viven en el país sin documentación. El discurso se dio la misma semana en que el presidente Donald Trump amenazó con retirar fondos federales a ciudades que tienen una política de proteger a los inmigrantes ilegales al no procesarlos por violar las leyes federales de inmigración. Un desafiante Walsh dijo: «Si la gente quiere vivir aquí, vivirán aquí. Pueden usar mi oficina. Pueden usar cualquier oficina en este edificio».
Walsh fue reelegido con el 65 % de votos en 2017.

## Secretario de Trabajo
El 7 de enero de 2021, fue nominado por el presidente electo Joe Biden para desempeñarse como Secretario de Trabajo. Asumió el cargo a partir del 23 de marzo de 2021.